# Kirche von Fårö

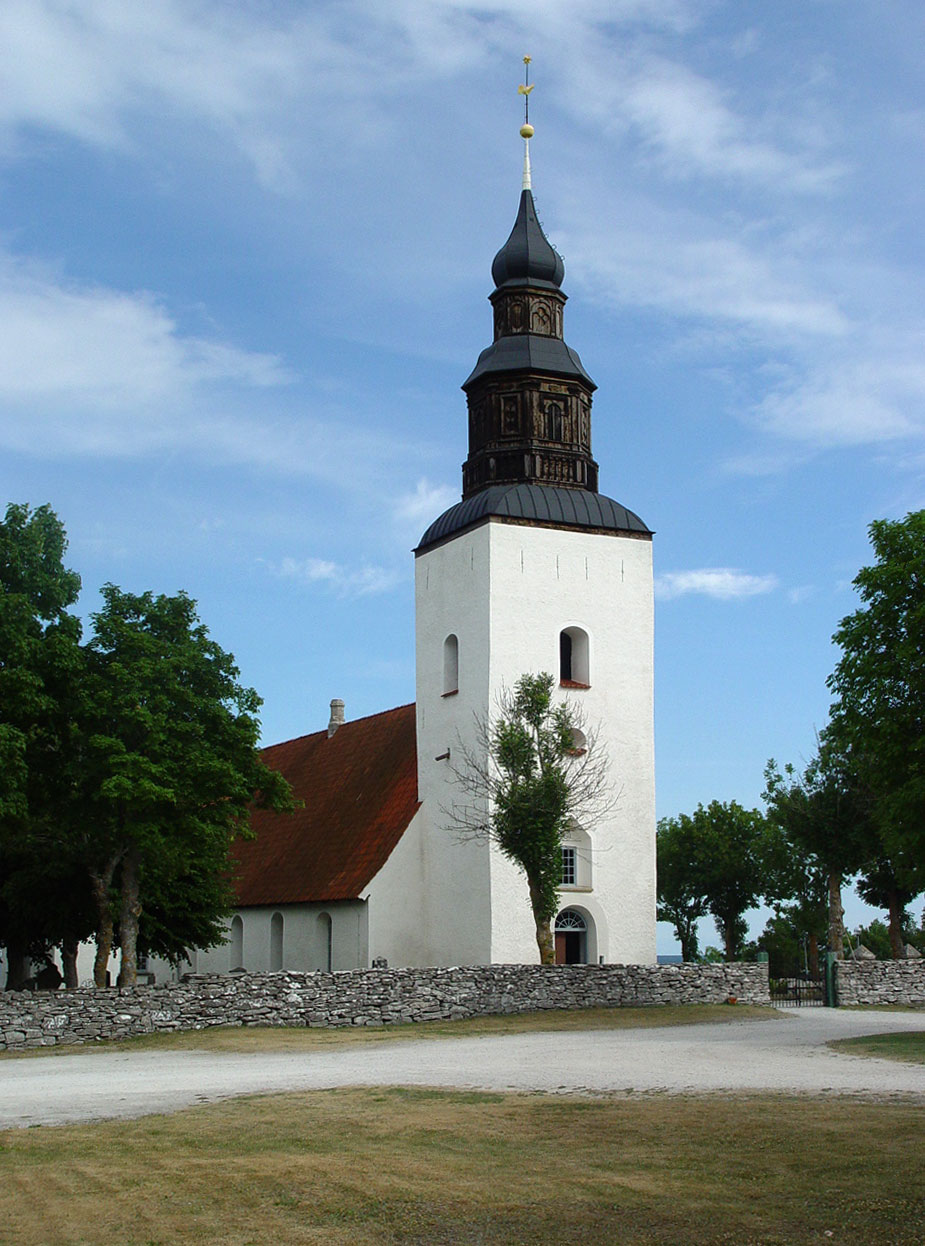
Kirche von Fårö

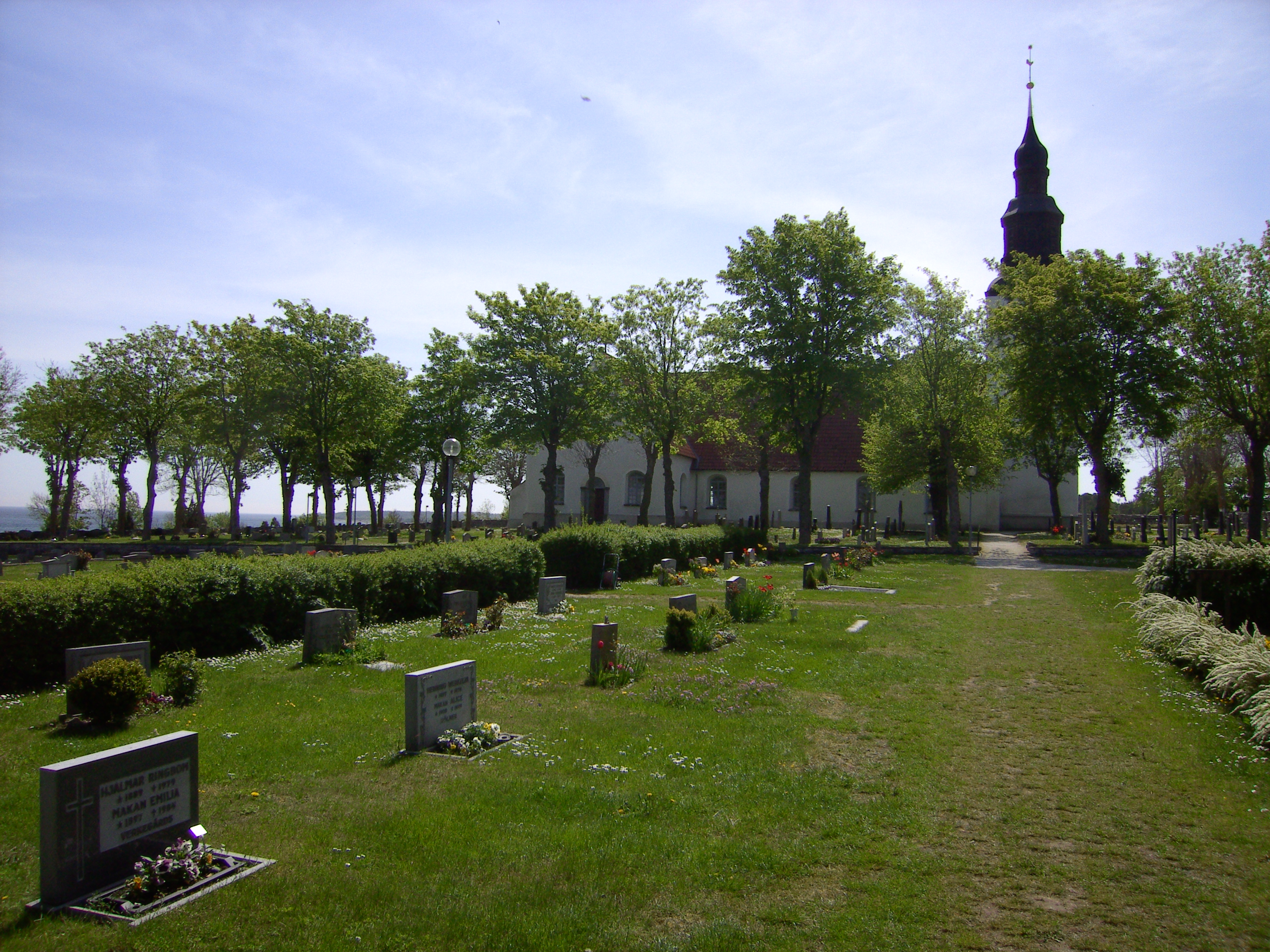
Friedhof von Fårö, auf dem Ingmar Bergman begraben ist.

Die Kirche von Fårö (schwedisch Fårö kyrka) ist eine Landkirche auf der schwedischen Insel Fårö bei Gotland.  Sie gehört zur Kirchengemeinde (schwed. församling) Fårö im Pastorat Bunge im Bistum Visby. Auf dem Friedhof der Kirche liegt der Filmregisseur Ingmar Bergman begraben.

## Lage
Die Kirche liegt etwa in der Mitte der Insel Fårö, neben der Hauptstraße von Visby auf Gotland, zur Ostspitze von Fårö (Fårö Fyr), 58 Kilometer nordöstlich von Visby.

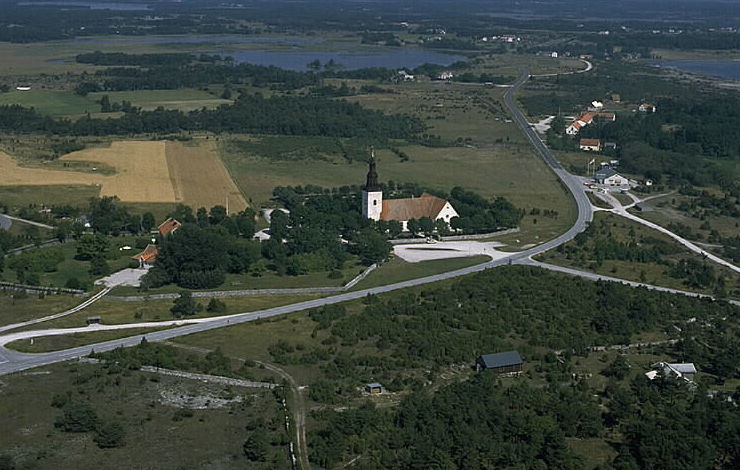
Kirche von Fårö

## Kirchengebäude
Das Kirchengebäude ähnelt vielen Kirchen auf dem schwedischen Festland, aber im Gegensatz zu den meisten gotländischen Kirchen hat die Kirche von Fårö seit dem Mittelalter weitgehende Veränderungen durchgemacht. 1858 war die Kirche nicht mehr groß genug, und es wurde deshalb ein Querschiff nach Norden und nach Süden gebaut. Dadurch wurde die Kirche doppelt so groß und erhielt ihr heutiges Aussehen.
Die ältesten Teile der Kirche sind der Turm und das Langhaus, die am Anfang des 14. Jahrhunderts gebaut wurden. In der Mitte des 18. Jahrhunderts musste die Kirchturmspitze nach Zerstörung durch einen Blitzschlag neu errichtet werden.

## Inventar
- Der Taufstein wurde im 12. Jahrhundert angefertigt. Im Gegensatz zu vielen anderen gotländischen Taufsteinen hat er fast keine Ausschmückungen.
- Das Prozessionskruzifix stammt ungefähr von 1400.
- Der Altaraufsatz stammt aus dem späten 17. Jahrhundert.
- In der Kirche gibt es zwei sogenannte Kutatavlan. „Kuta“ bedeutet auf Altgutnisch „Robbe“ und Tavlan „Tafel“. Die größere Tafel stammt von 1618 und beschreibt in Wort und Bild eine Jagd auf Robben im Jahr 1603, bei der die Jäger auf einer Eisscholle aufs Meer hinausgetrieben wurden, von wo sie erst nach zwei Wochen gerettet wurden. Am linken Rand befindet sich die älteste Abbildung der Festung Visborg. Die kleinere Tafel beschreibt eine Robbenjagd von 1767 mit Jöns Langhammar und seinem Sohn Lars, die auf einer Eisscholle abgetrieben wurden, aber von den Nachbarn gerettet werden konnten.
- In der Kirche wird ein Runenstein aufbewahrt, der bei Ausbesserungsarbeiten am Schornsteinkomplex des Hofes Langhammars entdeckt wurde und der vom Aufmauern der Feuerstellen berichtet.

## Bilder

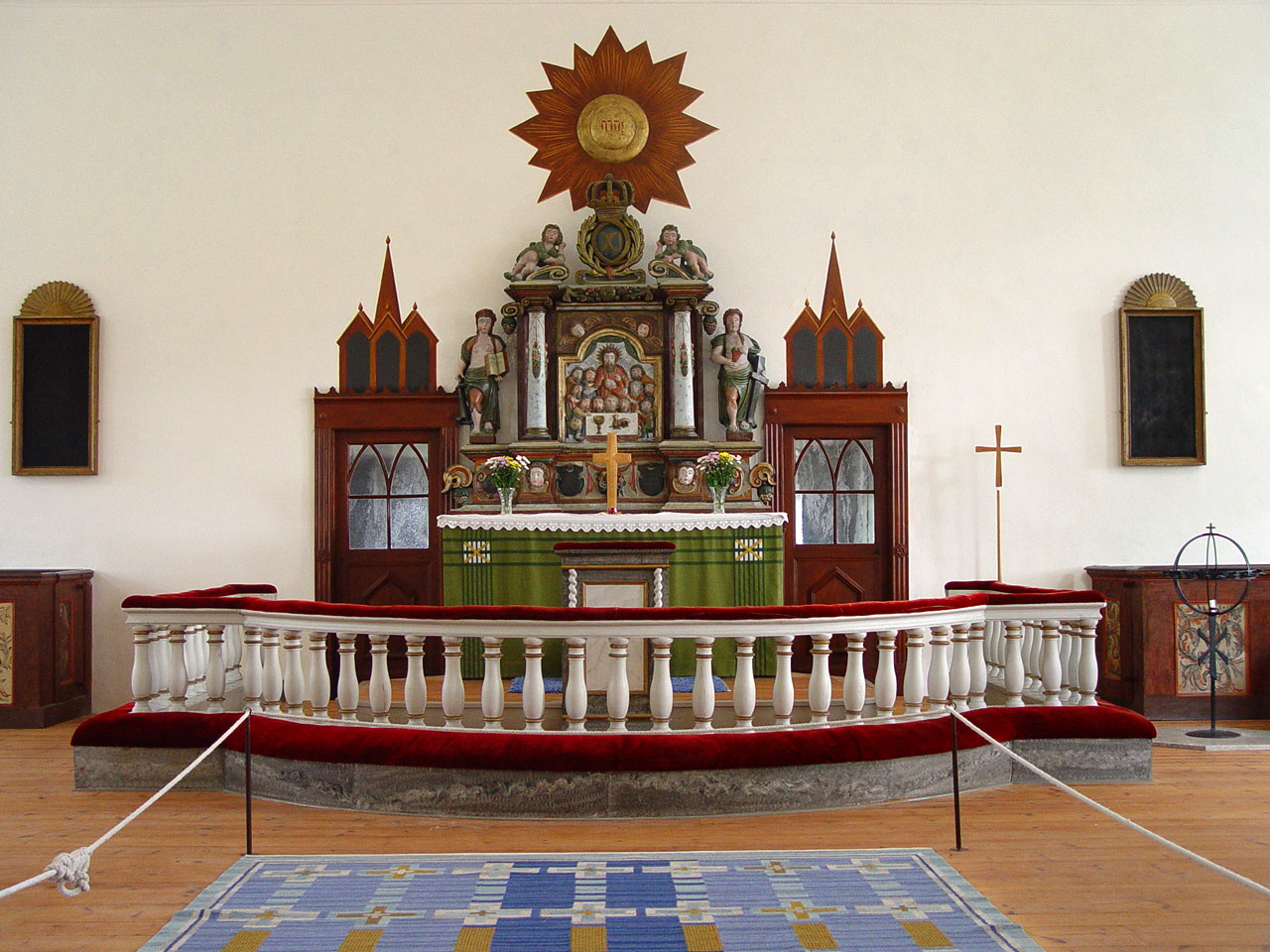
Altar
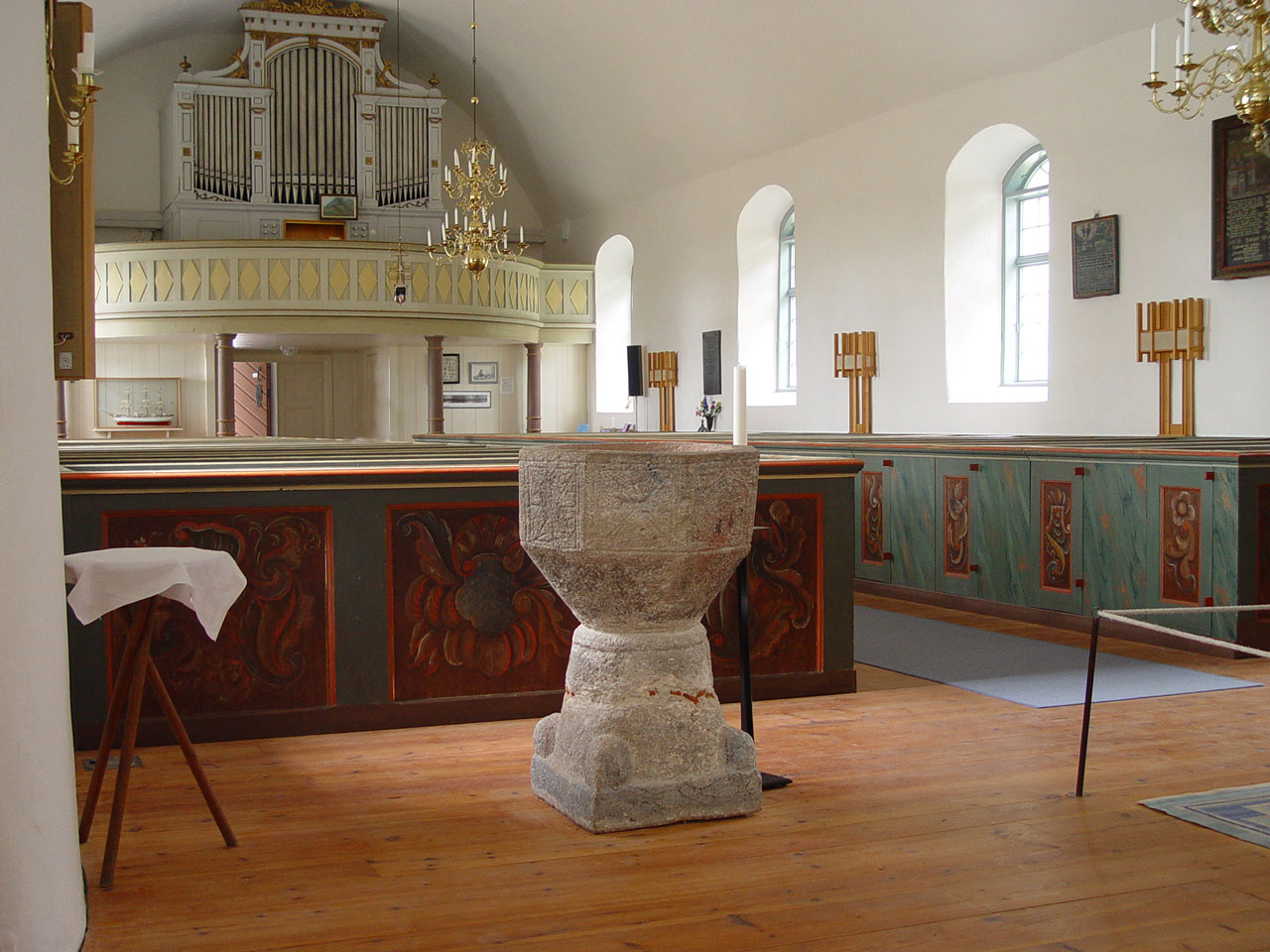
Langhaus nach Westen
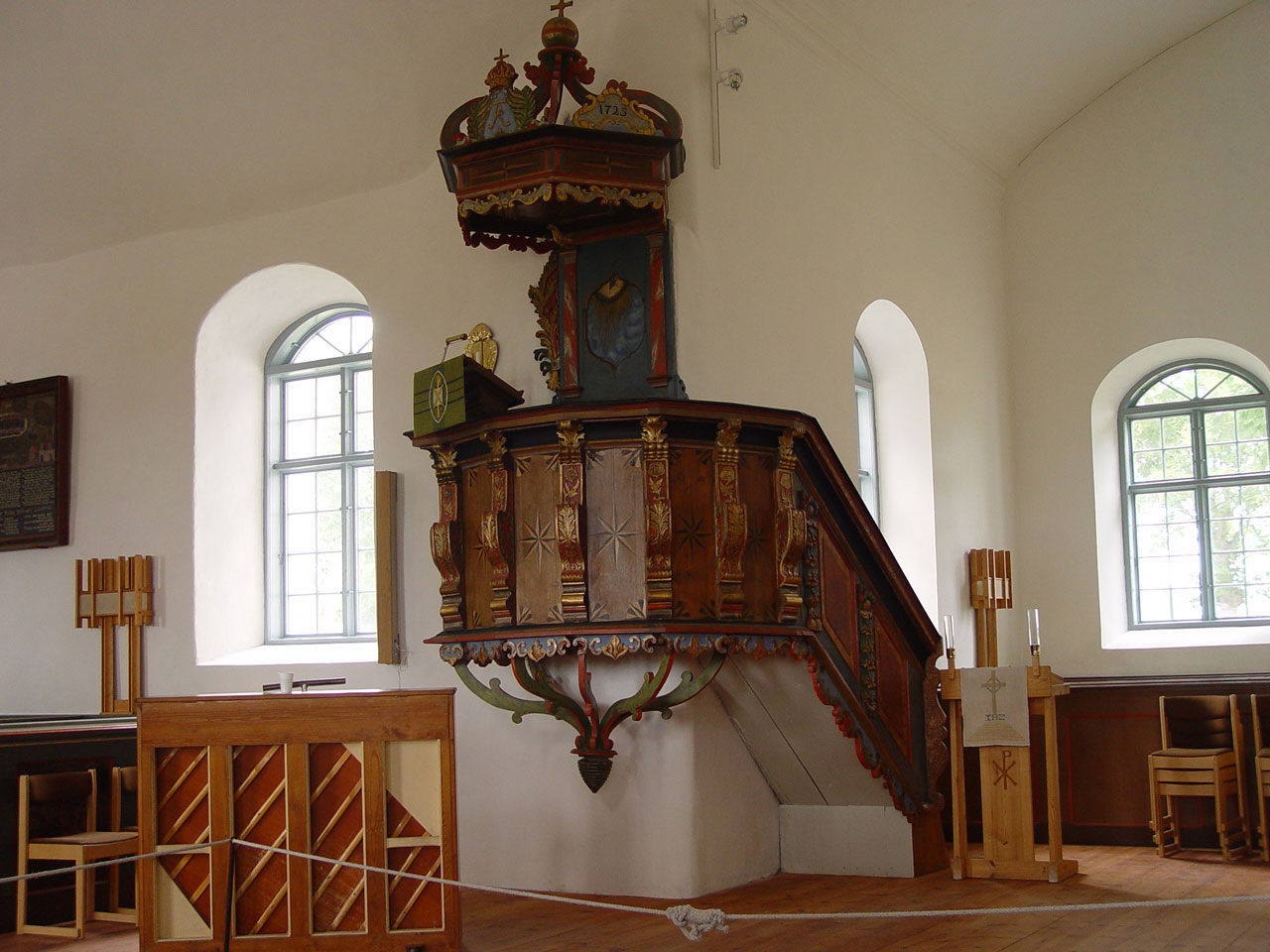
Kanzel
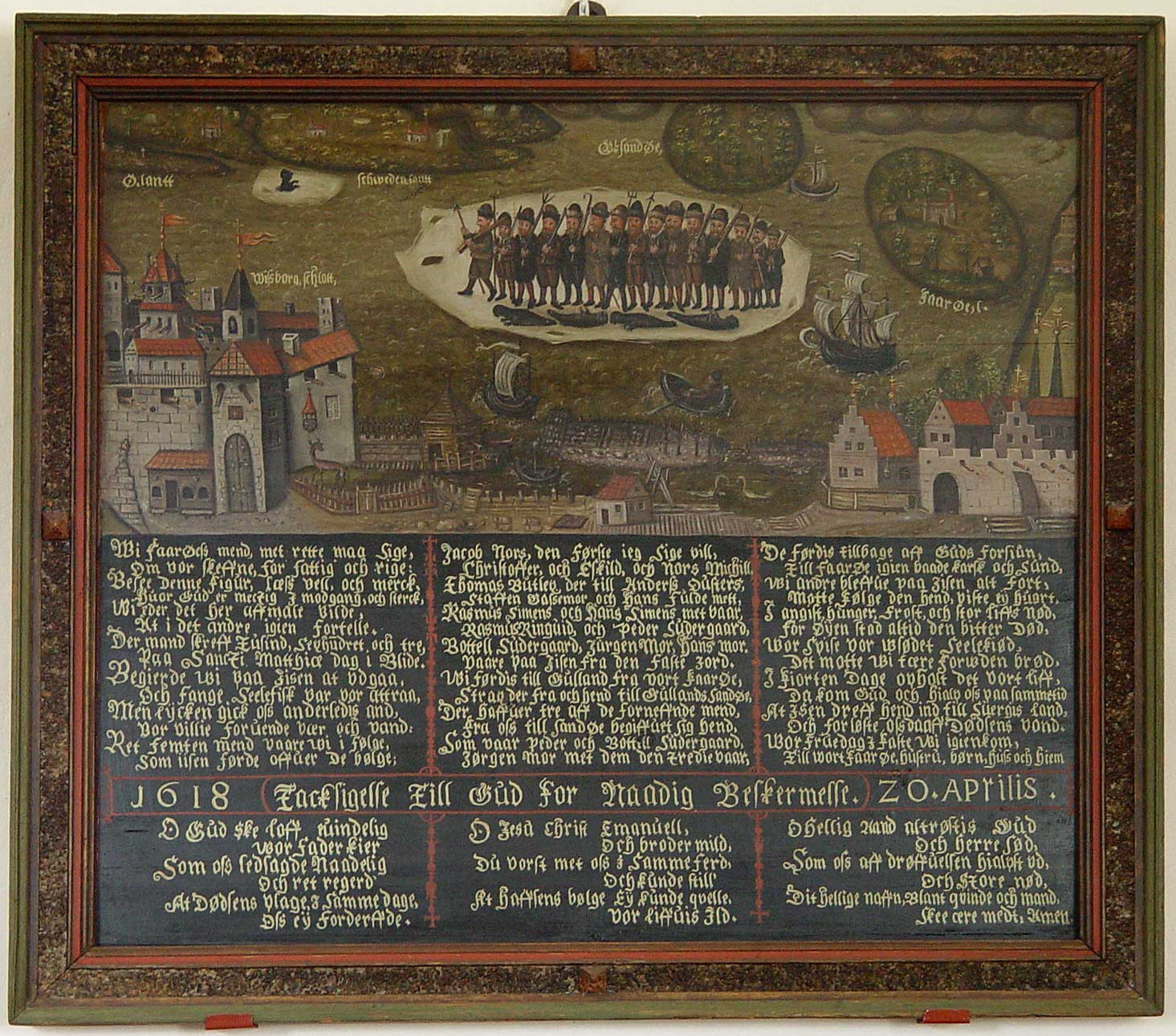
Käutatafel von 1618
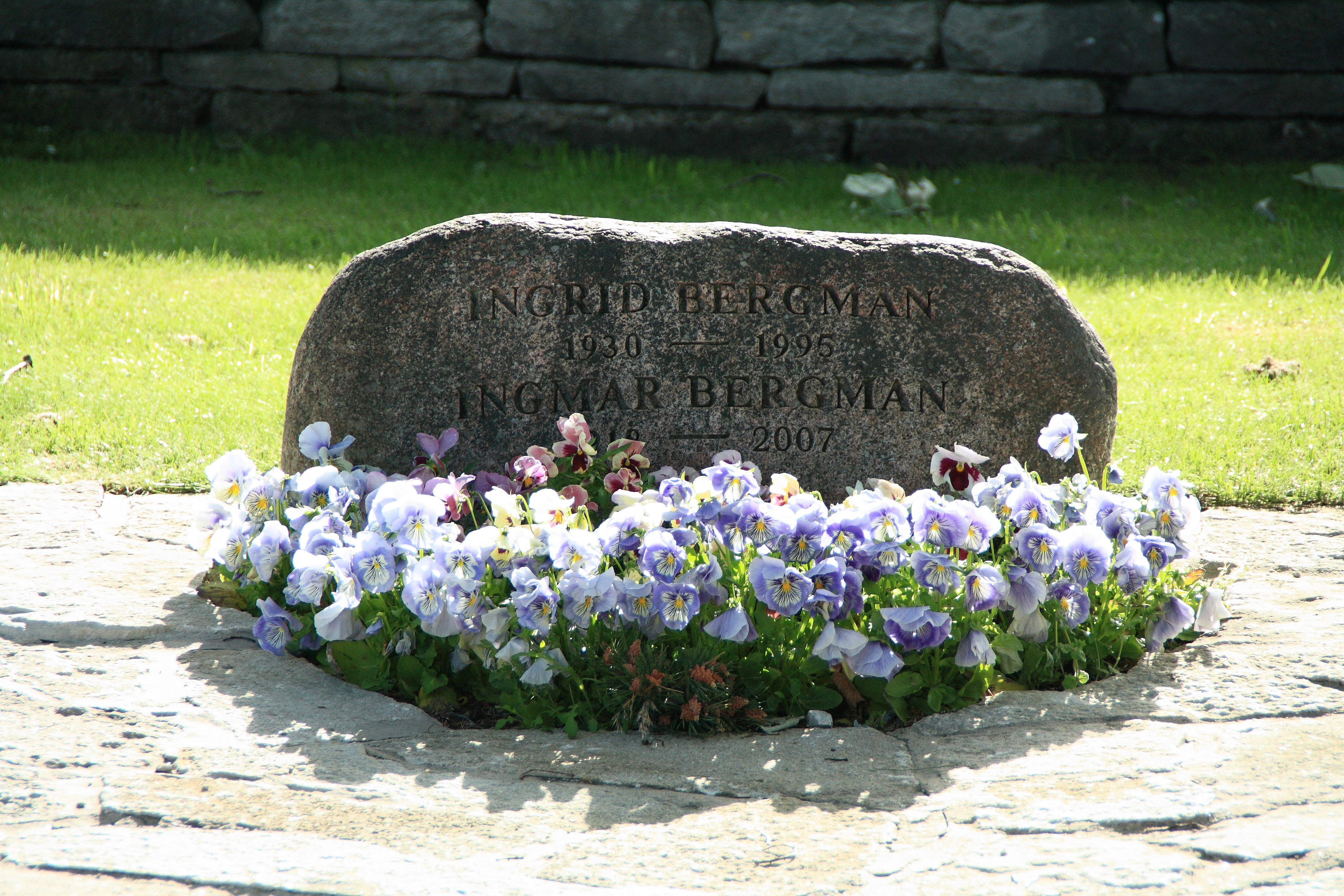
Grab von Ingrid und Ingmar Bergman
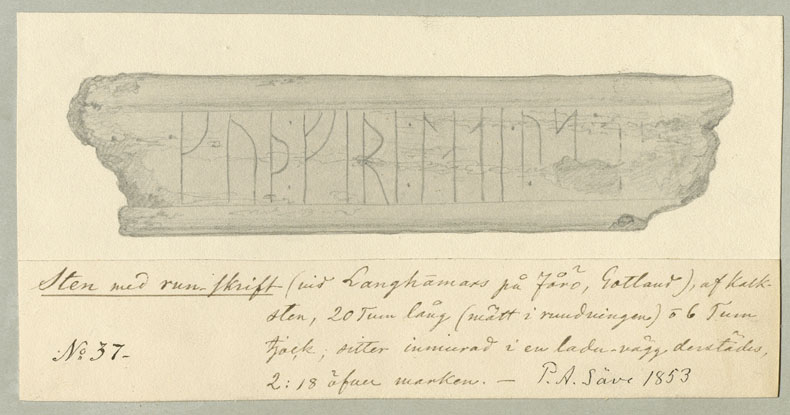
Runenritzung G337 von Fårö